# Иван Масларов
 Тази статия е за комунистическия деец.  За алпиниста вижте Иван Масларов (алпинист).  
Иван Николов Масларов е български политик, деец на Българската комунистическа партия, участник в нелегалното комунистическо движение, дипломат, партиен и административен функционер в социалистическа България.

## Биография
Иван Масларов е роден на 20 декември 1912 година в село Якоруда. Преселва се в София в 1929 година. Като гимназист е член на Работническия младежки съюз. Учи в Морското училище във Варна от 1931 година и тук се запознава с Никола Вапцаров. В 1932 година влиза в БКП. През май 1932 година е арестуван и осъден на 5 години затвор за нелегална дейност в Морските специални школи. В 1937 година е освободен и става секретар на комитета на БКП в Якоруда (1937 – 1938) и е партиен отговорник за Белица и Бабяк. Член е на горноджумайския областен комитет и секретар на околийския комитет на БКП (1937 – 1938). В 1938 година се връща в София и е начело на организацията на БКП в Индустриалния квартал, инструктор на ЦК на РМС и инструктор на БКП за Горноджумайска област. От 1938 година е член на ЦК на РМС и отговорник на младежката му комисия (1939 – 1941). В 1939 година отново е арестуван. В 1940 – 1941 година е член на бюрото на ЦК на РМС.
Член на Централната военна комисия на БРП (к). Участва в организирането на въоръжената борба в Горноджумайско заедно с Никола Парапунов. Арестуван е в 1941 година и изпратен в лагера Кръстополе. Осъден е доживот по Процеса срещу Централната военна комисия на БРП (к) и лежи в Плевен.
След Деветосептемврийския преврат в 1944 година е работи във Военния отдел, а от началото на 1945 година в отдел „Организационен“ в ЦК на БРП (к). От 1946 година е завеждащ отдела и кандидат-член на ЦК. В 1947 година е началник на отдел „Организационно-инструкторски“, а от 1948 до 1949 година е член на ЦК на БКП. В 1949 година е главен директор на отделение „Енергострой“. Участва в политиката на насилствена македонизация в Пиринска Македония и по-късно през 1974 година разказва:
| „ | Тогава аз работех в ЦК. Другари, много тежка беше задачата. Ние убеждавахме населението да се пише македонско, а то не искаше... непрекъснато разправяхме, че е политически необходимо, иначе загиваме. Но отделни другари, въпреки всички наши агитации, въпреки дисциплината, си останаха българи... Родната си майка не можах да убедя, а да не говорим за други. Тя беше готова да напусне Якоруда и да се премести във Велинград. | “ |

През май 1951 година получава тежка присъда, обвинен в „съучастничество“ с екзекутирания година и половина по-рано Трайчо Костов. След освобождаването от затвора е реабилитиран.
В 1964 – 1968 година е генерален директор на ДСО „Мебел“. От 1966 година отново става член на ЦК на БКП. От 1968 до 1973 година е съветник в посолството в Москва. В 1972 година е обявен за герой на социалистическия труд. В 1973 – 1974 година е партиен организатор на ЦК в ДСО „Технокомплект“. В 1974 – 1977 година е заместник-министър на вътрешната търговия и услугите, а от 1977 година е главен секретар на министерството. През 1986 г. става председател на Централния съвет на бубохранителите в България.. Носител е на орден „Георги Димитров“ (1972) и „НРБ“ I степен (1964 и 1978).
Синът му Антон Масларов е женен за Емилия Масларова.